# Rábapordány
Rábapordány – wieś i gmina w północno-zachodniej części Węgier, w pobliżu miasta Csorna. Miejscowość leży na obszarze Małej Niziny Węgierskiej, kilkanaście kilometrów od granic słowackiej i austriackiej. Administracyjnie należy do powiatu Csorna, wchodzącego w skład komitatu Győr-Moson-Sopron.
Gmina Rábapordány liczy 1066 mieszkańców (2009) i zajmuje obszar 21,89 km².